# Caernarfon
Caernarfon is een plaats in Wales, in het bestuurlijke graafschap en in het ceremoniële behouden graafschap Gwynedd. De plaats telt 9.611 inwoners. Caernarfon is voornamelijk bekend door het grote kasteel, Caernarfon Castle. Het kasteel en de stadsmuren zijn onderdeel van het UNESCO werelderfgoed Kastelen en stadsmuren van King Edward in Gwynedd.

## Geboren
- Eduard II van Engeland (Caernarfon Castle, 1284-1327), koning van Engeland (1307-1327)
- Barry Hughes (1937-2019), voetballer, voetbaltrainer en zanger
- Ray Mielczarek (1946-2013), voetballer